# Fortificações de João Pessoa
As fortificações de João Pessoa localizavam-se à margem direita do rio Paraíba do Norte, cerca de dezoito quilômetros acima da sua foz, no atual estado da Paraíba, no Brasil.

## História
Em julho de 2000, durante trabalhos de restauração da Igreja de São Frei Pedro Gonçalves no centro histórico de João Pessoa, capital do Estado da Paraíba, foram identificadas pelos técnicos (historiadores, arqueólogos e arquitetos), as ruínas de uma fortificação cuja periodização foi estabelecida como sendo de fins do século XVI. Com cerca de 10.000 m² de área, as ruínas encontravam-se soterradas por mato, lixo e edificações construídas no início do século XX. Numa avaliação preiminar por técnicos do Instituto do Patrimônio Histórico e Artístico Nacional, podia tratar-se da descoberta mais importante dos últimos sessenta anos (Revista Época, 31 jul. 2000).
Denominados pela imprensa de "muralhas do Varadouro", esses vestígios de muros de pedra calcária, que atingem em alguns trechos entre oito e dez metros de altura, pela periodização podem remeter às primeiras ocupações da então Capitania da Paraíba, quando o Ouvidor da Capitania de Pernambuco, Martim Leitão, com o auxílio do cacique dos Potiguaras, Pirajibe, subjugou os indígenas e erigiu um forte, fundando a povoação de Filipeia de Nossa Senhora das Neves (1585), núcleo da cidade da Paraíba, atual João Pessoa (ver Forte do Varadouro).
Mais tarde, no contexto da segunda das Invasões holandesas do Brasil (1630-1654), quando a cidade foi conquistada pelos neerlandeses e rebatizada como Frederica (dezembro de 1634), a cidade recebeu mais uma defesa, erguida por determinação do Conde Maurício de Nassau (1604-1679), quando de sua visita em 1637. BARLÉU (1974) relata as providências, confiadas a Elias Herckmans, diretor da Paraíba:
"Mandou que os soldados cercassem (...) com uma trincheira o convento da Paraíba, procurando garanti-los contra os súbitos assaltos dos inimigos." (op. cit., p. 76)
Nassau, no "Breve Discurso" de 14 de janeiro de 1638, sob o tópico "Fortificações", esclarece:
"Na cidade de Frederica, fortificou-se ligeiramente o convento dos Franciscanos, para servir de defesa e refúgio aos moradores, quando sucedesse molestá-los bandidos e salteadores, como já aconteceu."
Adriano do Dussen complementa, atribuindo-lhe a Companhia do Capitão den Bout, com um efetivo de 101 homens:
"Em Frederica o Convento dos Franciscanos foi cercado por um muro em forma de quadrângulo, tendo em cada face uma meia-lua ou revelim, com um fosso profundo, embora estreito e seco e uma estacada do lado de dentro da muralha. Aí estão 2 peças de bronze de 8 libras, 5 de ferro de 4 lb e 3 de 2 lb." (Relatório sobre o estado das Capitanias conquistadas no Brasil, 4 de abril de 1640.)
BARLÉU (1974) transcreve e complementa a informação: "(...) A Fredericópole serve de fortaleza o convento dos franciscanos, cingido de trincheira. Reforçam-no meias-luas, fossos, estacadas, e dez bocas de fogo. Também aí existe uma torre para segurança do porto." (op. cit., p. 144) Complementa atribuindo-lhe o mesmo efetivo de 101 homens (op. cit., p. 146).
Os neerlandeses perdem o controle da cidade de Frederica em 1645, ficando restritos à ocupação do Forte do Cabedelo, que abandonaram quando da capitulação em Recife (1654).